# Wakaya
Wakaya je ostrov fidžijského souostroví Lomaiviti. Nachází se na 17,65° jižní šířky a 179,02° východní délky. Ostrov leží 18 kilometrů od Ovalau, hlavního ostrova Lomaiviti. Má rozlohu 8 km².
Ostrov roku 1973 zakoupil zlatokop David Harrison Gilmour. Na ostrově postavil 22 kilometrů silnic, zásobník pitné vody, přístav, přístavní hráze, vesnici, kostel, školu a Wakaya Club, exkluzivní letovisko.